# Station Czarna Tarnowska
Station Czarna Tarnowska is een spoorwegstation in de Poolse plaats Czarna.